# Centre Artesà Tradicionàrius
El Centre Artesà Tradicionàrius (CAT) és un centre cultural situat a la plaça d'Anna Frank, a la Vila de Gràcia de Barcelona, molt a prop de l'estació del metro de Fontana.

## Història i descripció
Inaugurat el 1993 per de l'Associació Cultural TRAM, ha tingut un paper fonamental en la recuperació de la música tradicional. Cada any, nombrosos instrumentistes, cantants, dansaires i espectadors hi contribueixen, i en gaudeixen. Programa de forma regular concerts, balls i sessions d'improvisació i intercanvi entre solistes i grups. A més, s'hi fan tallers d'aprenentatge d'instruments (acordió diatònic, percussió, gralla, violí, flabiol, etc.) i de dansa. Tot i que acull preferentment música tradicional catalana, també hi tenen cabuda grups i solistes d'altres tradicions musicals, no només de l'estat espanyol sinó també d'altres territoris (Occitània, França, Itàlia, Irlanda, Grècia, etc.).